# نبرد همپتون رودز
نبرد همپتون رودز (به انگلیسی: Battle of Hampton Roads)، معروف به نبرد مانیتور و ویرجینیا یا نبرد آیرونکلادها، مهم‌ترین نبرد دریایی در جریان جنگ داخلی آمریکا، از لحاظ گستردگی نیروهای دریایی بود. این نبرد روزهای ۸ و ۹ مارس ۱۸۶۲ به طول انجامید و در هامپتون رودز، یک لنگرگاه طبیعی در ویرجینیا و در مکان رسیدن رودهای الیزابت و نانسموند به رود جیمز و پیش از ورود به خلیج چساپیک در نزدیکی شهر نورفک به وقوع پیوست. این نبرد توسط ایالات مؤتلفه با هدف خارج کردن شهرهای بزرگ ویرجینیا، نورفک و ریچموند از محاصرهٔ ایالات متحده که به قطع دسترسی آن‌ها به آب‌های بین‌المللی منجر شده بود، انجام شد.
در جریان این نبرد چهار ساعته پس از آن‌که هر دو کشتی یواس‌اس مانیتور و سی‌اس‌اس ویرجینیا نتوانستند در زره یکدیگر رخنه و کشتی دیگری را غرق کنند، به‌ناچار ترک مخاصمه کردند.